# Patrick Estrella
Patrick Estrella o Patrici (en anglès i originàriament: «Patrick Star») és un dels principals personatges de la popular sèrie de comèdia animada de Nickelodeon Bob Esponja, fet realitat pel creador Stephen Hillenburg, i la veu de Bill Fagerbakke (doblada en català per Jordi Boixaderas). El tret de caràcter més significatiu de Patrick és la seva falta de sentit comú, fet que, de vegades, crea una influència positiva en el seu millor amic, Bob Esponja.
Patrick va ser inicialment aclamat per la crítica, però a mesura que la sèrie contínua, va presentant-se cada vegada més idiota, la qual cosa ha baixat la seva popularitat. Els peluixos del personatge també han sigut objecte de popularitat, especialment entre els nens.

## Personalitat
Nascut el 27 de febrer de 1986, Patrick és el veí i millor amic de Bob Esponja. És retratat com un mandrós gras, estòlid, groller i ignorant en general. La intel·ligència de Patrick és, en general, baixa, encara que varia d'un episodi a un altre. En alguns episodis, Patrick té problemes amb les tasques més rudimentàries i mostra poc sentit comú o poca intel·ligència. Altres vegades pot aparèixer gairebé brillant, i és propens a atacs d'intel·ligència temporal, en què confon els altres personatges. En l'episodi "Tentacle Vision", Calamard pregunta a Patrick "Quant n'ets d'estupid?" i Patrick respon: "Això varia". També sembla detectar la malícia i el sarcasme amb més facilitat que Bob Esponja, la qual cosa indica que està més atent o connectat emocionalment a altres personatges. Ell és generalment benintencionat, però sovint sense adonar-se causa problemes tant per a si mateix com per als seus amics. Patrick és un oficial de carrera, que en la seva majoria està aturat en tot el transcurs de la sèrie. De vegades té diversos treballs de curta durada (com el personatge de Kramer en la sèrie, Seinfeld) com la història de cada episodi requereix. Patrick ha treballat en el Crustaci Cruixent un total de vuit vegades: en els episodis "Arghh", "Big Pink Loser", "Squilliam Returns", "That's No Lady", "Bummer Vacation", "Banned in Bikini Bottom", "No Hat For Pat", i "Pat No Pay". Patrick també ha treballat al Chum Bucket tres vegades. La primera va ser en "The Fry Cook Games", en el qual accedeix al treball amb la finalitat de poder competir en els Jocs de cuiners. En l'episodi "Chum Bucket Supreme", Patrick es converteix en el gestor del lema per a la Galleda Amiga i crea l'eslògan "CHUM IS FUM". La seva tercera aparició és en l'episodi "Bucket Sweet Bucket", quan Patrick, Bob Esponja i Calamard es fan càrrec de decorar la Galleda Amiga. En "Rule of Dumb", Patrick es va descobrir que era de sang reial i va regnar breument com a Rei de Fons de Bikini. El veritable hereu al tron va resultar ser el cargol Gary, que és el cosí de Patrick. A la temporada 1, a causa de l'animació inestable, les celles són primes i amb la forma d'un parell de M. A partir de la temporada 2, les celles són una mica més gruixudes i amb forma de Z. En un episodi, "Loser Big Pink", Patrick notablement té un 3 en les celles. En diversos episodis Patrick ha demostrat tenir un joc complet de dents, una dent i, de vegades, segons sembla, cap en absolut.
En l'episodi "Sing a Song of Patrick", Patrick s'aprofita d'un correu electrònic amb l'oferta de tenir una cançó escrita per a ell gravada per una banda professional. La cançó va ser tan horrible que la banda va morir (el cantant va declarar que "Farem això, encara que ens mati", fet que es va complir).
A diferència de la majoria dels altres personatges principals, Patrick no té un nas. Com a conseqüència, en general, no pot olorar (com en "Something Smells" en què Bob Esponja té halitosi). També mastega el menjar amb la boca oberta (com en "Grandma's Kisses"). No obstant això, en l'episodi, "No Nose Knows", Patrick rep un nas a través de la cirurgia plàstica. Amb tanta sensibilitat olfactiva quan Patrick tracta de desfer-se de totes les males olors, Bob Esponja, Calamard, el Senyor Cranc, i Sandy deformen el nas de Patrick mitjançant la construcció d'una gegantesca bola d'escombraries i aigües residuals.

## Estil de vida
Patrick no té ocupació estable i passa la major part del seu temps dormint, veient televisió o jugant amb el seu millor amic, Bob Esponja. Sovint s'aconsella a Bob Esponja que és poc pràctic i moltes vegades les persones els pateixen en problemes. Un exemple és quan es tracta de trobar un treball després de demostrar tenir poca habilitat o sentit comú, per exemple en "Loser Big Pink", que lluita amb tasques simples com escombrar o obrir un pot. La seva habilitat és no fer res com es mostra en "Bob Stanley S." i "The Big Pink Loser", en el segon guanya un trofeu per "no fer absolutament res més que ningú". En l'episodi "Patrick SmartPants", Patrick es torna extremadament intel·ligent després d'un accident al cervell en la participació coral. Malgrat la seva innocència, també ha estat diverses vegades en la sèrie de penals. Patrick s'ha denominat "L'Amenaça rosa", i que apareix com a personatge en diversos videojocs de Bob Esponja. Patrick és generalment benintencionat, però sovint acaba en problemes simplement per ignorància. En l'episodi "Sailor Mouth", Patrick i Bob Esponja llegeixen el graffiti en un contenidor d'escombraries i Patrick diu que és parlar de luxe. Ells caminen al voltant de presa de possessió durant tot el dia abans d'aprendre l'escriptura, que en realitat responen a un malparlar. A més, en la vida de la delinqüència, Patrick i Bob Esponja aprenen de Don Cranc que l'endeutament és acceptable sempre que vostè ho porti de tornada. Al parc, Bob Esponja i Patrick volen comprar un globus, però no tenen diners. Ells decideixen "manllevar" un globus amb la intenció de tornar més tard, sense saber que era el dia del globus lliure, van a la carrera com a fugitius.

## Creació
El creador de Bob Esponja Stephen Hillenburg va començar a crear dibuixos i caricatures de la vida marina als tolls intermareals, incloent-hi estrelles de mar, mentre que aprenia aspectes de la biologia marina a l'Orange County Marine Institute a Dana Point, Califòrnia, entre 1984 i 1987. La idea de donar a Patrick a la manca d'intel·ligència es va deure al fet que les veritables estrelles de mar no tenen cervell en el seu cos.

## En la cultura popular
El personatge de Patrick ha aparegut diverses vegades en la cultura popular. El 2007, la companyia amb seu a Holanda Boom Chicago va crear una paròdia de Bob Esponja que s'anomena a treballar!, en el qual un Patrick xinès es nega a anar a treballar i els defensors de la llibertat d'expressió i els drets d'oci el porten. Quan Bob Esponja no escolta i dubte, es posa envoltat per un grup de soldats comunistes. Durant el mateix any, la companyia de producció de Camp Chaos va crear una paròdia de Bob Esponja dret SpongeBong HempPants, que compta amb una multitud de personatges de la sèrie parodiada en la forma de diversos fàrmacs. La sèrie ha rebut crítiques mixtes dels crítics de televisió: Adam Finley de TV Squad creia que la sèrie semblava "divertit en el paper", però al final no ha demostrat tot el seu potencial.